# Medovići
Medovići su naseljeno mjesto u općini Kiseljak, Federacija Bosne i Hercegovine, BiH.

## Stanovništvo

### 1991.
Nacionalni sastav stanovništva 1991. godine, bio je sljedeći:
ukupno: 102
- Hrvati - 100
- Srbi - 2

### 2013.
Nacionalni sastav stanovništva 2013. godine, bio je sljedeći:
ukupno: 57
- Hrvati - 55
- Srbi - 1
- ostali, neopredijeljeni i nepoznato - 1